# Banderes amb la Creu del Sud
La Constel·lació de la Creu del Sud (Crux o Crux Australis), visible a l'hemisferi sud, està representada en banderes i escuts d'armes de diversos països i entitats subnacionals. Aquesta constel·lació al ser visible sobretot des de l'hemisferi sud, simbolitza la ubicació sud dels seus usuaris.
El terme Creu del Sud també pot referir-se al sautor blau tal com s'utilitza en diverses banderes dels Estats Confederats d'Amèrica a la Guerra Civil americana.
En aquesta llista tant s'hi troben banderes oficial com de no oficials. Les proporcions de les banderes poden variar entre les diferents banderes i, de vegades, fins i tot varien entre diferents versions de la mateixa bandera.

## Austràlia
- Bandera nacional

### Banderes subnacionals
- Estendard personal de la reina Elisabet II
- Pavelló vermell australià
- Pavelló de la Reial Força Aèria Australiana
- Pavelló de l'aviació civil australiana
- Pavelló blanc australià
- Bandera de la Força de Fronteres Australiana
- Nova Gal·les del Sud
- Bandera del Governador de Nova Gal·les del Sud
- Territori de la Capital Australiana
- Territori del Nord
- Victòria
- Bandera del Governador de Victòria
- Illa Christmas
- Illes Cocos
- Illencs de la Mar del sud
- Eureka
- Lliga Australàsia Anti-Transport
- Federació Australiana
- Bandera nacional colonial d'Austràlia
- Nova Gal·les del Sud (1870–1876)
- Austràlia Meridional (1870–1876)
- Tasmània (1875)
- Victòria (1870–1877)
- Pavelló vermell de Victòria (1870–1877)

## Brasil
- Bandera nacional

### Banderes subnacionals
- Estendard presidencial
- Estendard vicepresidencial
- Ministre de Defensa
- Senat federal
- Ciutat d'Assis
- Municipi de Bom Sucesso do Sul
- Municipi de Cachoeiro de Itapemirim
- Municipi de Cruzeiro do Sul
- Municipi de Diamantino
- Municipi d'Extrema
- Estat de Goiás
- Municipi de Goioerê
- Municipi de Igaporã
- Municipi de Ijuí
- Municipi d'Ilha Comprida
- Municipi d'Itamarandiba
- Municipi d'Itauçu
- Municipi de Jaguaripe
- Municipi de Joinville
- Municipi de Londrina
- Municipi de Mairiporã
- Municipi de Maringá
- Municipi de Monte Santo
- Estat de Paranà
- Municipi de Cruzeiro do Sul
- Municipi de Peruíbe
- Municipi de Pindamonhangaba
- Municipi de Quaraí
- Municipi de Rio Claro
- Municipi de Tefé

## Nova Zelanda
- Bandera nacional

### Banderes subnacionals
- Estendard personal de la reina Elisabet II
- Governador-General
- Niue
- Tokelau
- Pavelló vermell neozelandès
- Pavelló blanc neozelandès
- Pavelló de l'aviació civil neozelandesa
- Policia de Nova Zelanda
- Banderí del Club nàutic de Nova Zelanda
- Bandera del Club nàutic de Nova Zelanda

## Papua Nova Guinea
- Bandera nacional

### Banderes subnacionals
- Pavelló blanc de Papua New Guinea
- Província d'East New Britain
- Província de New Ireland
- Província de Simbu
- Província del Golf
- Província de West New Britain
- Província Occidental

## Samoa
- Bandera nacional

## Sud-amèrica
- Mercosur
- Partit de Coronel Dorrego (Argentina)
- Partit de Dolores (Argentina)Partit de Dolores (Argentina)
- El Calafate (Argentina)El Calafate (Argentina)
- El Chaltén (Argentina)
- Partit de Florencio Varela (Argentina)Partit de Florencio Varela (Argentina)
- Província de Santa Cruz (Argentina)
- Terra del Foc, Antàrtida i Illes de l'Atlàntic Sud (Argentina)
- Concón (Xile)
- Coquimbo (Xile)
- Los Lagos (Xile)
- Regió de Magallanes i de l'Antàrtica Xilena (Xile)
- Departament de Colonia (Uruguai)

## Altres banderes
- Bandera olímpica d'Australasia
- Companyia Alemanya de l'Àfrica Oriental (1884-2001)
- Sonsorol (Palau)
- Força de Defensa Nacional de Sud-àfrica
- Associació Vexil·lològica del Sud d'Àfrica
- Herència anglesa d'Austràlia
- Herència escosesa d'Austràlia
- Herència gal·lesa d'Austràlia
- Herència irlandesa d'Austràlia
- Herència còrnica d'Austràlia
- Herència manx d'Austràlia